# 川村修
川村 修（かわむら おさむ、1942年7月31日- ）は、日本の実業家。株式会社シャンソン化粧品代表取締役会長、静岡県バスケットボール協会元会長。

## 人物・経歴
静岡県出身。シャンソン化粧品創業者・川村弘の息子として生まれる。祖父は外科医。静岡県立静岡高等学校を経て、立教大学社会学部に入学。高校では応援団、大学ではゴルフ部に所属。ゴルフトーナメントのキャディも務め、杉原輝雄に付いてコースを回る経験をする。1965年に立教大学を卒業した後、シャンソン化粧品に入社。1967年UCLAビジネスアドミニストレーション課程卒業。1967年シャンソン化粧品副社長、1973年同社社長に就任。

運営する女子バスケットボールチームのシャンソンVマジックは、リーグ優勝16回、皇后杯優勝10回、リーグ戦108連勝という記録を持ち、オリンピックにも選手が出場するなど、日本の女子バスケットボールを牽引してきた。
2017年まで静岡県バスケットボール協会会長、2004年-2015年 静岡市体育協会会長。2020年6月よりスズキ株式会社の社外取締役を務める。

## 余剰金問題
2016年9月、当時会長を務めていた静岡県バスケットボール協会内で5,000万円を超える不明朗な基金が存在することを確認し、その存在と返還の意思をマスコミを通じ世間に公表したことで協会内の余剰金問題が発覚し、余剰金が8,800万円に上ることが分かった。2017年4月14日、日本バスケットボール協会は、川村を県協会の法人格取得まで、さらに取得後1年間の会長としての職務を禁止する処分を下した。同年4月21日、会長職を辞任。なお、一般社団法人静岡県バスケットボール協会の2017年度の役員に同姓同名の理事がいるが、別人である。